# Kurt Symanzik
Kurt Symanzik (* 23. November 1923 in Lyck, Ostpreußen; † 25. Oktober 1983 in Hamburg) war ein deutscher Physiker, der sich mit Quantenfeldtheorie (QFT) befasste.

## Leben und Werk
Symanzik wuchs in Königsberg i. Pr. auf. Er wurde 1942 einberufen und geriet 1944 in Südfrankreich in französische Kriegsgefangenschaft, in der er drei Jahre in Nordafrika verblieb. Symanzik begann sein Physikstudium 1947 an der Ludwig-Maximilians-Universität München, wechselte aber 1949 zu Werner Heisenberg an die Georg-August-Universität Göttingen. 1952 erhielt er sein Diplom. Damals beschäftigte er sich mit kosmischer Strahlung und leistete Beiträge zu dem damals am Max-Planck-Institut für Physik (MPI) entstandenen Sammelband Kosmische Strahlung (Springer 1953). Mit seinen Kommilitonen Wolfhart Zimmermann und Harry Lehmann begann er eine Zusammenarbeit, die in den 1950er Jahren zu wichtigen Formalismen einer mathematisch strengeren Fassung der Quantenfeldtheorie führte (Lehmann-Symanzik-Zimmermann Theorie, kurz LSZ-Theorie, sie drückt Streuamplituden durch Vakuumerwartungswerte der Feldoperatoren aus). Die drei wurden später deshalb von Wolfgang Pauli als „Feldverein“ apostrophiert.
1954 promovierte er bei Heisenberg mit der einflussreichen Arbeit The Schwinger functional in quantum field theory, wobei er sich auf die kurz zuvor erschienenen epochalen Arbeiten von Julian Seymour Schwinger bezieht, aber auch auf Arbeiten von Richard Feynman (Wegintegral) und Freeman Dyson (S-Matrix). Danach war er kurz Assistent von Heisenberg.
Von 1955/56 war er als Fulbright-Stipendiat am Institute for Advanced Study in Princeton und 1956/57 an der Universität Chicago, danach in Hamburg, wieder am MPI in Göttingen und 1959/60 wieder in Princeton. 1960/61 war er an der Stanford University, in Princeton und Los Angeles und danach am CERN (wobei er sich u. a. mit Dispersionsrelationen beschäftigte), bevor er 1962 eine Professur am Courant-Institut in New York City annahm. Hier entwickelte er (ebenfalls Ideen von Schwinger folgend), die euklidische Quantenfeldtheorie, das heißt eine formale Transformation vom Minkowskiraum in den euklidischen Raum, die Zusammenhänge zwischen QFT und statistischer Mechanik deutlich macht. Vakuumerwartungswerte von Operatoren entsprechen Korrelationsfunktionen usw. Diese Ideen der „konstruktiven QFT“ sind später in den Gittereichtheorien Standard geworden.
1968 wechselte er als leitender Wissenschaftler an das DESY in Hamburg und untersuchte den mathematischen Hintergrund für das damals neu entdeckte Skalierungsverhalten von Quantenfeldtheorien (Callan-Symanzik-Gleichung) sowie über spontanen Symmetriebruch in der QFT. Dabei griff er die Renormierungsgruppen-Ideen von Kenneth Wilson auf. Insbesondere gab er erste Modelle für asymptotische Freiheit, die bald darauf in der Quantenchromodynamik durch David Gross, Frank Wilczek und David Politzer  bewiesen wurden. Ab den 1970er Jahren befasste er sich mit Gittereichtheorien.
Er erhielt 1981 die Max-Planck-Medaille der DPG.

## Schriften
- Über das Schwingersche Funktional in der Feldtheorie, Zeitschrift für Naturforschung Bd. 9a, 1954, S. 809–824
- mit Lehmann, Zimmermann Zur Formulierung quantisierter Feldtheorien, Teil 1, Nuovo Cimento, Bd. 1, 1955, S. 205, Teil 2 (englisch) ibid., Bd. 6, 1957, S. 319–333
- mit Lehmann, Zimmermann Die Vertexfunktion in quantisierten Feldtheorien, Nuovo Cimento, Bd. 2, 1955, S. 425
- Euclidean quantum field theory, in R.Jost (Hrsg.) Local quantum field theory, Varenna Lectures 1968, New York, Academic Press 1969
- Small distance behaviour analysis and power counting, Comm.Math.Phys., Bd. 18, 1970, S. 227
- Small distance behaviour analysis and Wilson expansions, Comm. Math. Phys., Bd. 23, 1971, S. 49
- Infrared singularities and small distance behaviour analysis, Comm. Math. Phys., Bd. 34, 1973, S. 7
- Continuum limit and improved action in lattice theories,2 Teile, Nuclear Physics B, Band 226, 1983, S. 187–227.